# 休宁同安堂
休宁同安堂是一座保存完整的清代徽商住宅，位于中国安徽省黄山市休宁县海阳镇齐宁街152号。坐北朝南，前后五进，占地面积1309.6平方米，建筑面积1373.11平方米。砖雕、木雕极为精美。
2019年10月7日，休宁同安堂公布为全国重点文物保护单位。